# Postvagn

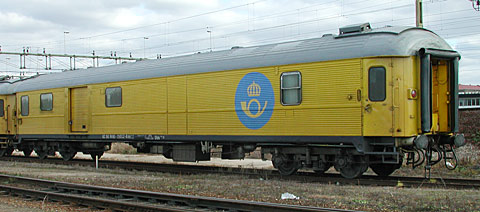
Postvagn av klassisk modell i Malmö. Denna vagn är byggd under 1960-talet för bemannade posttåg men är ombyggd för obemannade tåg som används idag. Vagnen påminner till utseendet om en Personvagn.

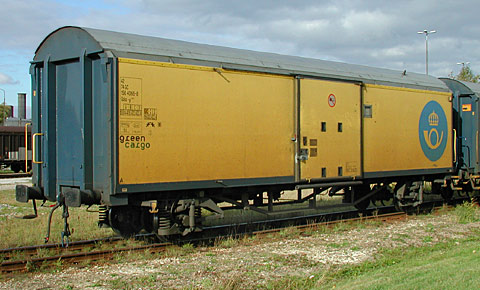
Denna postvagn är av nyare modell och anpassad för de nuvarande obemannade posttågen. Som synes är denna vagn mer lik en godsvagn.

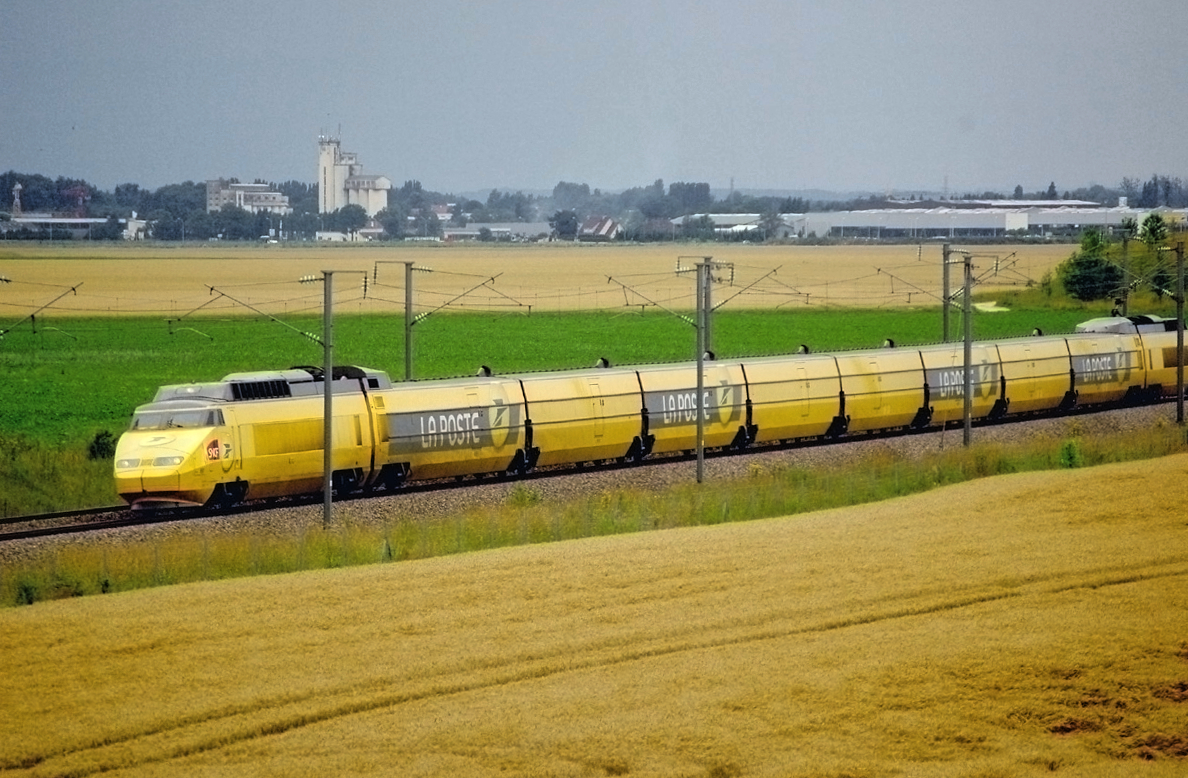
Franska post-TGV

En postvagn är en typ av järnvägsvagn som används i vissa tåg för transport av post. Detta är ett snabbt sätt att transportera post på långa sträckor till lägre kostnad än flyg.
Förr i tiden brukade posten i Sverige sorteras ombord på tågen i postvagnarna som därför var bemannade. Dess Littera (bokstavsbeteckning) hos Statens Järnvägar (SJ) var D, men eftersom vagnarna förutom sorteringsavdelningen i regel också hade ett godsutrymme, som användes för resgods, klassades de även som resgodsvagnar, och fick kombinationslitterat DF. Vagnarna var också försedda med ett gulmålat brevinkast i vagnssidan, där allmänheten kunde posta brev, som stämplades med PKP (postkupé). Sorteringen ombord hos SJ avvecklades stegvis och upphörde helt 1996, och sedan dess är postvagnarna obemannade. Förr var det också regel att postvagnar kunde framföras i persontåg medan de idag mest framförs i speciella tåg avsedda för dessa vagnar. Äldre postvagnar som var byggda för bemanning klassades som personvagnar medan de nyare postvagnarna som är byggda för att vara obemannade påminner mer om godsvagnar. Posttåg är vanligen anpassade för att köras i 160 km/h, medan vanliga godståg brukar bara ha max 100 km/h som största tillåtna hastighet. I Frankrike fanns fram till 2015 TGV-tåg anpassade för post, världens snabbaste godståg med 270 km/h (se fr:TGV postal).